# NGC 7025
NGC 7025 је спирална галаксија у сазвежђу Делфин која се налази на NGC листи објеката дубоког неба.
Деклинација објекта је + 16° 20' 9" а ректасцензија 21h 7m 47,4s. Привидна величина (магнитуда) објекта NGC 7025 износи 12,9 а фотографска магнитуда 13,8. NGC 7025 је још познат и под ознакама UGC 11681, MCG 3-54-1, CGCG 449-3, KARA 897, IRAS 21054+1607, PGC 66151.